# Cosmioconcha nana
Cosmioconcha nana is een slakkensoort uit de familie van de Columbellidae. De wetenschappelijke naam van de soort is voor het eerst geldig gepubliceerd in 2007 door Garcia.